# Distretto di Urzhar
Il distretto di Urzhar (in kazako: Үржар ауданы) è un distretto (audan) del Kazakistan con  capoluogo Urzhar.